# Marit Dopheide
Marit Dopheide (* 28. Dezember 1990 in Santiago de Chile) ist eine niederländische Leichtathletin, die sich auf den Sprint spezialisiert hat.

## Karriere
Erste internationale Erfahrungen sammelte Marit Dopheide im Jahr 2011, als sie bei den U23-Europameisterschaften in Ostrava im 200-Meter-Lauf in 23,32 s die Bronzemedaille hinter der Polin Anna Kiełbasińska und Moa Hjelmer aus Schweden gewann und über 400 Meter wurde sie im Finale disqualifiziert. Im Jahr darauf startete sie bei den Europameisterschaften in Helsinki mit der niederländischen 4-mal-100-Meter-Staffel uns verhalf dem Team mit 43,80 s zum Finaleinzug und trug damit zum Gewinn der Silbermedaille bei. 2021 siegte sie dann bei den Halleneuropameisterschaften in Toruń mit der niederländischen 4-mal-400-Meter-Staffel mit neuem Meisterschafts- und Landesrekord von 3:27,15 min.
2011 wurde Dopheide niederländische Meisterin im 400-Meter-Lauf.

## Persönliche Bestleistungen
- 200 Meter: 23,32 s (−1,0 m/s), 16. Juli 2011 in Ostrava
  - 200 Meter (Halle): 24,60 s, 14. Januar 2012 in Gent
- 400 Meter: 53,03 s, 17. Mai 2014 in Hoorn
  - 400 Meter (Halle): 53,17 s, 21. Februar 2021 in Apeldoorn